# Bruci Sura
Bruci Sura (en llatí Bruttius Sura) va ser un militar romà del segle i aC.
Era el llegat de Gai Senti, propretor de Macedònia l'any 88 aC, que el va enviar contra Metròfanes, el general de Mitridates VI Eupator al que va derrotar en una batalla naval i el va fer fugir. Llavors va ocupar l'illa d'Escíatos, on els pòntics havien dipositat el seu botí. Després va avançar cap a Beòcia on era el general Arquelau amb el que va lluitar durant tres dies amb resultat incert. Plutarc li assigna una victòria brillant, però Appià diu que les lluites van acabar en complet equilibri. Quan va arribar Sul·la i va agafar el comandament, va retornar a Macedònia.